# Giovanni Mercurio da Correggio
Giovanni Mercurio da Correggio (1451) è stato un alchimista italiano.
A causa della sua bizzarra apparizione a Roma nella Domenica delle Palme del 1484, alcuni studiosi hanno creduto che non fosse realmente esistito, ma questo è stato contestato con altri rapporti che confermano le sue eccentricità. Il suo più illustre seguace fu Ludovico Lazzarelli, un poeta, alchimista e umanista italiano, che scrisse i suoi resoconti su da Correggio nella sua Epistola Enoch. 

## Biografia
Giovanni da Correggio nacque intorno al 1451 da una nobile famiglia bolognese e fu probabilmente il figlio illegittimo di un certo Antonio da Correggio (non l'artista), morto nel 1474. Da Correggio è probabilmente della stessa famiglia feudale di Niccolò da Correggio. Sembra che non abbia avuto alcuna istruzione formale in ambito accademico, orazione, grammatica o retorica, ma diventò un predicatore errante molto eloquente. 
Il primo racconto di da Correggio fu il 12 novembre 1481 a Roma, dove Ludovico Lazzarelli lo incontrò come predicatore apocalittico che cercò di attirare l'attenzione del papa Sisto IV e del Collegio cardinalizio. Lazzarelli fu così preso da Correggio che decise di essere il suo allievo. Questo incontro è riportato da Lazzarelli come una svolta nella sua vita e negli studi. È possibile che Lazzarelli abbia introdotto da Correggio alla filosofia e agli scritti ermetici.
La Domenica delle Palme, 11 aprile 1484, da Correggio, come riportato da Lazzarelli, fu a Roma vestito con abiti ricchi e oro con quattro servi. Lazzarelli riferisce che da Correggio poi uscì dalla città di Roma, e tornò a cavalcare su un asinello bianco a imitazione di Gesù. Indossava indumenti di lino macchiati di sangue, una corona di spine, in cima alla quale si trova un disco argentato a forma di luna crescente. Quindi viaggiò fino alla Basilica di San Pietro e camminò fino all'altare. Da Correggio pose sull'altare il suo abbigliamento mistico e un saggio intitolato L'Eterno Vangelo, si inginocchiò a pregare e poi se ne andò. Proclamò che era "Giovanni Mercurio da Correggio" (o equivalente latino: Iohannes Mercurius de Corigio), "l'angelo della saggezza", Pimander. Distribuì pergamene che recitavano: Ego Joannes Mercurius de Corigio, sapientiae angelus Pimanderque in summo ac maximo spiritus Jesu Chrisi excessu, hanc aquam regni pro paucis, sic super omnes magna voce evangelizo.

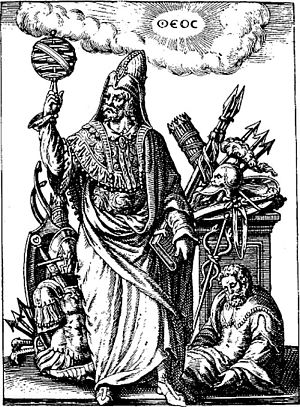
Ermete Trismegisto

L'unico altro resoconto della comparsa della Domenica delle Palme a Roma da Correggio fu scritto da Abraham Farissol, un erudito e scriba ebreo italiano, nel suo Magen Avraham, che all'epoca era a Roma. Secondo Farissol da Correggio non arrivò mai nemmeno all'altare, ma fu arrestato per eresia. Secondo Farissol da Correggio si definisce anche "Figlio di Dio", "Ermete Trismegisto", "Enoch" e "Matusalemme". Più tardi da Correggio fugge dal carcere, forse con l'aiuto di alcuni amici.
Secondo Lazzarelli e Farissol, dopo aver lasciato Roma, da Correggio tornò a Bologna con sua moglie, Elena Maria, e i cinque figli. Al suo arrivo a Bologna da Correggio venne arrestato di nuovo con nuove accuse di eresia, ma o fuggì dal carcere di Bologna o venne rilasciato.
Dopo il 1484 Giovanni da Correggio iniziò a vagare di città in città predicando. I riscontri delle sue apparizioni in tutta Italia sono scarsi. 
La prima apparizione di da Correggio dalla Domenica delle Palme è il 4 luglio 1486 a Firenze mentre si recava a Napoli. Lazzarelli era all'epoca nella corte di Ferdinando I di Napoli e questi chiese di incontrarsi con da Correggio. Mentre a Firenze da Correggio venne fatto arrestare arrestato da Lorenzo de' Medici e avvicinato da un inquisitore francescano. Non è chiaro se da Correggio sia mai arrivato a Napoli.
È stato riferito di essere stato nuovamente a Roma nel 1492 nella speranza di incontrare papa Alessandro VI. A Roma iniziò a proclamare di essere il "Giovane Ermete" (sottintendendo di essere il figlio di Ermete Trismegisto o Ermete Trismegisto reincarnato, da cui l'adozione di "Mercurio" al suo nome).
Mentre da Correggio era originario di una famiglia nobile e sembra essere stato ricco, visti i sontuosi e ricchi indumenti che indossava a Roma nel 1484 prima di sfilare a imitazione di Gesù, sembra essere veramente indigente a partire dal 1499. Da questo punto in avanti è sempre visto viaggiare con tutta la sua famiglia, chiedere l'elemosina per le strade e vestirsi di sacco. È possibile che avrebbe potuto sprecare le sue fortune in attività alchemiche, cosa non comune nel XV secolo. Hanegraaff ipotizza che Lazzarelli non solo introdusse da Correggio all'ermetismo, ma potrebbe averlo introdotto anche nell'alchimia dopo il 1495.
L'ultima volta che si è sentito parlare di da Correggio è nel 1506 mentre si incontrava con papa Giulio II a Roma. Da Correggio aveva appena pubblicato il suo De Quercu Iulii Pontificis, Sive De Lapide Philosophico e lo presentò al papa. Dato lo stato di povertà di Correggio, Hanegraaff ipotizza che De Quercu sia stato un disperato ultimo tentativo da parte di da Correggio per assicurarsi una fonte di finanziamento per provvedere a se stesso e alla sua famiglia. Non è sicuro se da Correggio abbia mai ottenuto aiuto da Giulio II, ma dato che non ci sono altre documentazioni su Giovanni da Correggio dopo questo incontro con il papa, allora si può supporre che Giulio non abbia assistito Correggio e lui e la sua famiglia perirono in povertà da allora in poi.

## Polemiche sull'esistenza
Paul Oskar Kristeller scrisse su da Correggio durante la ricerca di documenti ermetici e manoscritti nella Biblioteca Comunale di Viterbo. Kristeller trovò altri racconti di da Correggio in altre città nella seconda metà del XV secolo, citando in particolare una lettera dagli archivi medicei che riportava da Correggio a Lucca nel 1494.
Kristeller concluse che Giovanni da Correggio era effettivamente esistito. Partendo da Kristeller, altri studiosi hanno portato alla ribalta altri conti da Correggio. Tra questi ci sono David Ruderman in Magen Avraham di Abraham Farissol. 
È generalmente accettato che Giovanni da Correggio sia effettivamente esistito.